# 亞斯納波利亞納 (卡霍夫卡區)
亞斯納波利亞納（羅馬化：Yasna Poliana）是位於烏克蘭南部赫爾松州卡霍夫卡區霍爾諾斯塔伊夫卡市鎮的村莊。該村始建於1925年，面積11平方公里，海拔高度70米，2001年人口70，人口密度每平方公里6.4人。